# امبري (باد كاليه)
امبري، باد كاليه (بالفرنسية: Embry, Pas-de-Calais)‏ هي بلدية تقع في إقليم باد كاليه من منطقة نور با دو كاليه في شمال فرنسا. تبلغ مساحة هذه المدينة 11.69 (كم²)، وترتفع عن سطح البحر 68 م، يبلغ عدد سكانها 203 نسمة حسب إحصاء المعهد الوطني للإحصاء والدراسات الاقتصادية سنة 2009 م. وترأس Francis Verhamme البلدية خلال فترة (2008-2014).